# کشورهای نوردیک
کشورهای نوردیک یا نوردیک (به دانمارکی: Norden) (به ایسلندی: Norðurlöndin) به منطقه‌ای فرهنگی و جغرافیایی در اروپای شمالی و اقیانوس اطلس شمالی گفته می‌شود. این منطقه شامل کشورهای دانمارک، فنلاند، ایسلند، نروژ و سوئد و همچنین قلمروهای خودمختار الند، گرینلند، سوالبار و فاروئه را شامل می‌گردد.
معمولاً اسکاندیناوی به صورت هم‌معنی با نوردیک به‌کار برده می‌شود، در حالیکه اسکاندیناوی تنها شامل سه کشور دانمارک، نروژ و سوئد می‌شود.
کشورهای نوردیک یا به اصطلاح وایکینگ نشین، تاریخ، آداب و رسوم مشترک و جوامع بسیار مشابه به هم دارند که از جمله به سیستم‌های سیاسی آنها و مدل نوردیک می‌توان نام برد.